# جائزة سان مارينو الكبرى 2004
جائزة سان مارينو الكبرى 2004 هو سباق فورمولا 1 أقيم بتاريخ 25 أبريل 2004 في حلبة إنزو دينو فيراري، إيمولا، إميليا-رومانيا، إيطاليا. كان الرابع من أصل 18 في بطولة العالم لسباقات الفورمولا واحد موسم 2004. حلّ الألماني مايكل شوماخر أولا بينما جاء البريطاني جنسن باتون في المركز الثاني وحصل على المركز الثالث الكولومبي خوان بابلو مونتويا.